# Doctor Who (7.ª temporada clássica)
A sétima temporada clássica da série de televisão britânica de ficção científica Doctor Who estreou em 3 de janeiro de 1970 com o serial Spearhead from Space e terminou em 20 de junho de 1970 com Inferno. A temporada marca a estreia de Jon Pertwee como o Terceiro Doutor e o começo da produção de episódios em cores.

## Elenco

### Principal
- Jon Pertwee como o Terceiro Doutor
- Caroline John como Liz Shaw

### Recorrente
- Nicholas Courtney como Brigadeiro Lethbridge-Stewart
- John Levene como Sargento Benton

## Seriais
| 51 | 1 | Spearhead from Space                                        | "Episode 1" | Derek Martinus                                 | Robert Holmes                                  | 3 de janeiro de 1970    | AAA | 8,4 | 54 |
| 51 | 1 | Spearhead from Space                                        | "Episode 2" | Derek Martinus                                 | Robert Holmes                                  | 10 de janeiro de 1970   | AAA | 8,1 | —  |
| 51 | 1 | Spearhead from Space                                        | "Episode 3" | Derek Martinus                                 | Robert Holmes                                  | 17 de janeiro de 1970   | AAA | 8,3 | —  |
| 51 | 1 | Spearhead from Space                                        | "Episode 4" | Derek Martinus                                 | Robert Holmes                                  | 24 de janeiro de 1970   | AAA | 8,1 | 57 |
| O Doutor recém-regenerado é exilado na Terra no século XX. Ele tem que inventar uma maneira de destruir os Autons antes que eles matem a humanidade. |   |                                                             |             |                                                |                                                |                         |     |     |    |
| 52 | 2 | Doctor Who and the Silurians Doctor Who e os Silurians (BR) | "Episode 1" | Timothy Combe                                  | Malcolm Hulke                                  | 31 de janeiro de 1970   | BBB | 8,8 | 58 |
| 52 | 2 | Doctor Who and the Silurians Doctor Who e os Silurians (BR) | "Episode 2" | Timothy Combe                                  | Malcolm Hulke                                  | 7 de fevereiro de 1970  | BBB | 7,3 | 58 |
| 52 | 2 | Doctor Who and the Silurians Doctor Who e os Silurians (BR) | "Episode 3" | Timothy Combe                                  | Malcolm Hulke                                  | 14 de fevereiro de 1970 | BBB | 7,5 | 57 |
| 52 | 2 | Doctor Who and the Silurians Doctor Who e os Silurians (BR) | "Episode 4" | Timothy Combe                                  | Malcolm Hulke                                  | 21 de fevereiro de 1970 | BBB | 8,2 | 60 |
| 52 | 2 | Doctor Who and the Silurians Doctor Who e os Silurians (BR) | "Episode 5" | Timothy Combe                                  | Malcolm Hulke                                  | 28 de fevereiro de 1970 | BBB | 7,5 | 58 |
| 52 | 2 | Doctor Who and the Silurians Doctor Who e os Silurians (BR) | "Episode 6" | Timothy Combe                                  | Malcolm Hulke                                  | 7 de março de 1970      | BBB | 7,2 | 57 |
| 52 | 2 | Doctor Who and the Silurians Doctor Who e os Silurians (BR) | "Episode 7" | Timothy Combe                                  | Malcolm Hulke                                  | 14 de março de 1970     | BBB | 7,5 | 58 |
| Os silurianos, habitantes originais da Terra, foram despertados de sua hibernação nas cavernas. |   |                                                             |             |                                                |                                                |                         |     |     |    |
| 53 | 3 | The Ambassadors of Death                                    | "Episode 1" | Michael Ferguson                               | David Whitaker e Trevor Ray (não creditado)    | 21 de março de 1970     | CCC | 7,1 | 60 |
| 53 | 3 | The Ambassadors of Death                                    | "Episode 2" | Michael Ferguson                               | David Whitaker e Malcolm Hulke (não creditado) | 28 de março de 1970     | CCC | 7,6 | 61 |
| 53 | 3 | The Ambassadors of Death                                    | "Episode 3" | Michael Ferguson                               | David Whitaker e Malcolm Hulke (não creditado) | 4 de abril de 1970      | CCC | 8,0 | 59 |
| 53 | 3 | The Ambassadors of Death                                    | "Episode 4" | Michael Ferguson                               | Malcolm Hulke (crédito para David Whitaker)    | 11 de abril de 1970     | CCC | 9,3 | 58 |
| 53 | 3 | The Ambassadors of Death                                    | "Episode 5" | Michael Ferguson                               | Malcolm Hulke (crédito para David Whitaker)    | 18 de abril de 1970     | CCC | 7,1 | —  |
| 53 | 3 | The Ambassadors of Death                                    | "Episode 6" | Michael Ferguson                               | Malcolm Hulke (crédito para David Whitaker)    | 25 de abril de 1970     | CCC | 6,9 | 61 |
| 53 | 3 | The Ambassadors of Death                                    | "Episode 7" | Michael Ferguson                               | Malcolm Hulke (crédito para David Whitaker)    | 2 de maio de 1970       | CCC | 6,4 | 62 |
| O programa espacial britânico supervisiona o lançamento da sonda Recovery Seven, que foi enviada a Marte para entrar em contato com a desaparecida Mars Probe Seven e seus dois astronautas, que perderam contato com a Terra oito meses antes. Van Lyden faz contato com a Sonda, mas é então silenciado por um som sobrenatural e penetrante. |   |                                                             |             |                                                |                                                |                         |     |     |    |
| 54 | 4 | Inferno                                                     | "Episode 1" | Douglas Camfield                               | Don Houghton                                   | 9 de maio de 1970       | DDD | 5,7 | 61 |
| 54 | 4 | Inferno                                                     | "Episode 2" | Douglas Camfield                               | Don Houghton                                   | 16 de maio de 1970      | DDD | 5,9 | 61 |
| 54 | 4 | Inferno                                                     | "Episode 3" | Douglas Camfield e Barry Letts (não creditado) | Don Houghton                                   | 23 de maio de 1970      | DDD | 4,8 | 60 |
| 54 | 4 | Inferno                                                     | "Episode 4" | Douglas Camfield e Barry Letts (não creditado) | Don Houghton                                   | 30 de maio de 1970      | DDD | 6,0 | 60 |
| 54 | 4 | Inferno                                                     | "Episode 5" | Douglas Camfield e Barry Letts (não creditado) | Don Houghton                                   | 6 de junho de 1970      | DDD | 5,4 | —  |
| 54 | 4 | Inferno                                                     | "Episode 6" | Douglas Camfield e Barry Letts (não creditado) | Don Houghton                                   | 13 de junho de 1970     | DDD | 6,7 | 58 |
| 54 | 4 | Inferno                                                     | "Episode 7" | Douglas Camfield e Barry Letts (não creditado) | Don Houghton                                   | 20 de junho de 1970     | DDD | 5,5 | 60 |
| Inferno é o apelido dado a um projeto para penetrar na crosta terrestre. O projeto, no entanto, tem seus próprios problemas e o Doutor é enviado para um universo alternativo. |   |                                                             |             |                                                |                                                |                         |     |     |    |

## Lançamentos em DVD
| História | Número e duração dos episódios | Data de lançamento na Região 2 | Data de lançamento na Região 4 | Data de lançamento na Região 1 |
| --- | ------------------------------ | ------------------------------ | ------------------------------ | ------------------------------ |
| Spearhead from Space | 4 × 25 min.                    | 29 de janeiro de 2001          | 12 de setembro de 2001         | 11 de setembro de 2001         |
| Spearhead from Space – Special Edition Disponível apenas como parte do box 'Mannequin Mania nas Regiões 2 e 4.                                            | 4 × 25 min.                    | 9 de maio de 2011              | 2 de junho de 2011             | 14 de agosto de 2012           |
| Spearhead from Space – Blu-ray Edition Inclui recursos de bônus exclusivos para Blu-ray                                                                   | 4 × 25 min.                    | 15 de julho de 2013            | 17 de julho de 2013            | 13 de agosto de 2013           |
| Spearhead from Space – "Doctor Who DVD Files" nº 35 | 4 × 25 min.                    | 5 de maio de 2010              | 5 de maio de 2010              | N/A                            |
| Doctor Who and the Silurians Apenas disponíveis como parte da caixa Beneath the Surface nas Regiões 2 e 4. Disponível individualmente apenas na Região 1. | 7 × 25 min.                    | 14 de janeiro de 2008          | 5 de março de 2008             | 3 de junho de 2008             |
| Doctor Who and the Silurians – "Doctor Who DVD Files" nº 65                                                                                               | 7 × 25 min.                    | 29 de junho de 2011            | 29 de junho de 2011            | N/A                            |
| The Ambassadors of Death | 7 × 25 min.                    | 1 de outubro de 2012           | 3 de outubro de 2012           | 9 de outubro de 2012           |
| Inferno | 7 × 25 min.                    | 19 de junho de 2006            | 6 de julho de 2006             | 5 de setembro de 2006          |
| Inferno – Special Edition | 7 x 25 min.                    | 27 de maio de 2013             | 5 de junho de 2013             | 11 de junho de 2013            |
| Inferno – "Doctor Who DVD Files" nº 44 | 7 × 25 min.                    | 8 de setembro de 2010          | 8 de setembro de 2010          | N/A                            |

## Romantizações
| História                     | Título do romance                 | Autor          | Publicação            |
| ---------------------------- | --------------------------------- | -------------- | --------------------- |
| Spearhead from Space         | Doctor Who and the Auton Invasion | Terrance Dicks | 17 de janeiro de 1974 |
| Doctor Who and the Silurians | Doctor Who and the Cave Monsters  | Malcolm Hulke  | 17 de janeiro de 1974 |
| The Ambassadors of Death     | The Ambassadors of Death          | Terrance Dicks | 21 de maio de 1987    |
| Inferno                      | Inferno                           | Terrance Dicks | 19 de julho de 1984   |